# Podrijetlo vrsta
Podrijetlo vrsta (puni naziv O podrijetlu vrsta posredstvom prirodne selekcije ili očuvanje boljih pasmina u borbi za opstanak; prvo izdanje 24. studenoga 1859.) je čuvena knjiga autora Charlesa Darwina koja je označila novu epohu u razumijevanju evolucije organskog svijeta. U njoj se iznose činjenice koje su plod Darwinovih opažanja na dugim putovanjima i razmišljanja te spoznaje da žive vrste nisu stvorene de novo, što je označilo posve nov model evolucijskih promjena.
Na temelju proučavanja raznolikosti i prilagodljivosti srodnih oblika živih bića i spoznaje o postepenim promjenama fosilnog svijeta u usporedbi s današnjim oblicima Darwin je ustvrdio da su te promjene posljedica prirodnog procesa. Time djelomično prihvaća spoznaje svojih prethodnika, ali i objašnjava glavni mehanizam promjena u živom svijetu što je, po Darwinovu shvaćanju, prirodni odabir vrsta.
Knjiga je u viktorijanskoj Engleskoj dočekana sa znatiželjom i na dan objave je bila odmah rasprodana. Tijekom plovidbe svijetom, na brodu "Beagle", koja je trajala pet godina, Darwin je upoznao svu raznolikost krajeva, podneblja, flore i faune, ali i ljudskih skupina. Na temelju tih razmišljanja o odnosima u prirodi, i proučavanja postojeće literature, je postupno oblikovao svoje jedinstveno evolucijsko tumačenje fizičkog značaja Zemlje:
- Promjene živog svijeta su posljedica činjenice da u prirodi preživljavaju oni koji su najprilagođeniji životnim uvjetima.

S obzirom na stalne mijene živog i neživog svijeta, u geološkoj prošlosti i danas, na Zemlji opstaju oni organizmi koji se najbolje adaptiraju. Uz faktor prirodnog odabira, Darwin govori i o učincima upotrebe ili neupotrebe organa pojedinih organizama, zatim o nasljednom i izravnom djelovanju vanjskih faktora, o mnogim "varijacijama za koje nam se u našem neznanju čine da nastaju spontano".
Ovo djelo Charlesa Darwina nije imalo odjeka samo u prirodoslovnim, biološkim i paleontološkim krugovima, nego se snažno odrazilo na mnogo šire znanstvene, kulturne i druge društvene tokove. Darwin je na osnovi općih i iskustveno, ili barem načelno, provjerenih tvrdnji dokazao istinitost principa evolucije. Njegovi dokazi su označili novi poticaj ustaljenim i stoljećima njegovanim shvaćanjima u svijetu i čovjeku. Za mnoge je ovom knjigom započeo prvi ozbiljniji pokušaj istraživanja ljudske evolucije.